# W. C. Handy

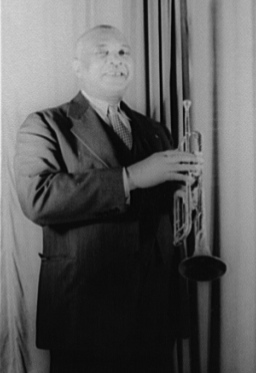
W. C. Handy 1941, fotografiert von Carl van Vechten

William Christopher „W. C.“ Handy (* 16. November 1873 in Florence, Alabama; † 28. März 1958 in New York City) war ein US-amerikanischer Blues-Komponist, Trompeter und Bandleader. Er wird als „Vater des Blues“ bezeichnet.

## Biografie

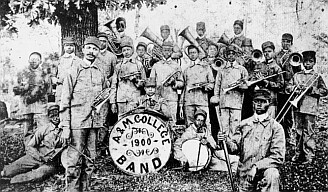
W.C. Handy und die Band des Teachers’ Agricultural and Mechanical College, Normal, Alabama, 1900 Handy mit Bart im Vordergrund

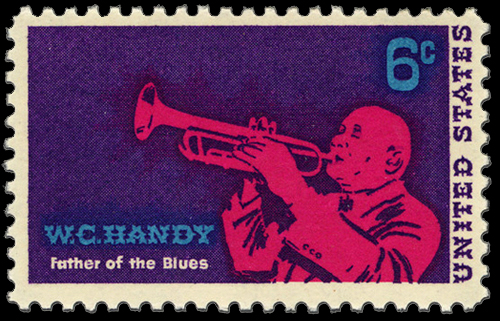
Briefmarke der USA

Als Sohn freigelassener Sklaven fand W.C. Handy seine musikalischen Wurzeln in der Kirchenmusik. Er erlernte verschiedene Handwerke und kaufte sich bald seine erste Gitarre. Seine Eltern waren damit nicht einverstanden – für sie war Gitarrenmusik ein Zeichen der Sünde – und meldeten ihn zum Orgelunterricht an, was ihrer christlichen Überzeugung eher entsprach. Der junge William Christopher setzte jedoch seinen Kopf durch und anstelle der Orgel lernte er Trompete spielen. Seine musikalischen Interessen waren vielfältig. Er sang in einer Minstrel Show und arbeitete als Bandleader, Chorleiter, Kornettist und Trompeter. Mit 23 Jahren leitete er die Band Mahara’s Colored Minstrels. 1893 spielte er auf der Weltausstellung in Chicago, 1902 tingelte er durch Mississippi, wo er mit der ursprünglichen Musik der einfachen Schwarzen in Berührung kam.
Am 19. Juli 1896 heiratete er Elizabeth Price. Kurz danach begann er seine Arbeit mit Mahara’s Minstrels, mit denen er drei Jahre lang für sechs Dollar Wochenlohn durch Amerika und Kuba reiste. Anschließend ließ sich das junge Paar in Huntsville in Alabama in der Nähe von Florence nieder, wo am 29. Juni 1900 das erste von sechs Kindern geboren wurde. Das zweite Kind war die Sängerin Katherine Handy (1902–1982).
Von 1900 bis 1902 war Handy als Musiklehrer an einem College für Schwarze tätig, bevor er wieder mit Mahara’s Minstrels auf Tour ging. Ab 1903 leitete er sechs Jahre lang eine schwarze Band, The Knights of Pythias in Clarksdale. 1909 zog die Band nach Memphis und richtete sich an der Beale Street ein. In dieser Zeit entwickelte Handy aus seinen Beobachtungen der schwarzen Musik und der Reaktion der Weißen darauf den Stil, der später als Blues populär wurde. Nach der Straße benannte er später den Beale Street Blues, der als Meilenstein in der Entwicklung des Blues gilt. 1909 entstand zunächst der Memphis Blues, der 1912 veröffentlicht wurde und als das erste je veröffentlichte Bluesstück gilt. Das Stück machte Handy einem größeren Publikum bekannt. Auch soll es das New Yorker Tanzpaar Vernon und Irene Castle zur Entwicklung des Foxtrott inspiriert haben. Handy verkaufte die Rechte am Memphis Blues für 100 Dollar.
1917 zog er nach New York City, wo er bessere Arbeitsbedingungen zu finden hoffte. Zur gleichen Zeit wurde Jazzmusik populär, und viele der Kompositionen Handys wurden zu Jazz-Standards. In den 1920ern eröffnete Handy in New York seine eigene Plattenfirma, die Handy Record Company. Am 14. Januar 1925 machten Bessie Smith und Louis Armstrong mit Handys St. Louis Blues eine der bekanntesten Bluesaufnahmen der 20er Jahre. 1926 brachte Handy eine Blues-Anthologie heraus, Blues: An Anthology: Complete Words and Music of 53 Great Songs, wahrscheinlich der erste Versuch, den Blues umfassend zu dokumentieren und als Teil der amerikanischen Kultur zu verstehen. Im Juni 1929 wurde ein Film gedreht, in dem Bessie Smith den St. Louis Blues sang und der bis 1932 als Vorfilm in Kinos überall in den Vereinigten Staaten gezeigt wurde. 1941 veröffentlichte Handy seine Autobiografie Father of the Blues: An Autobiography. 1944 erschien Unsung Americans Sing über schwarze amerikanische Musiker. Insgesamt schrieb Handy fünf Bücher.

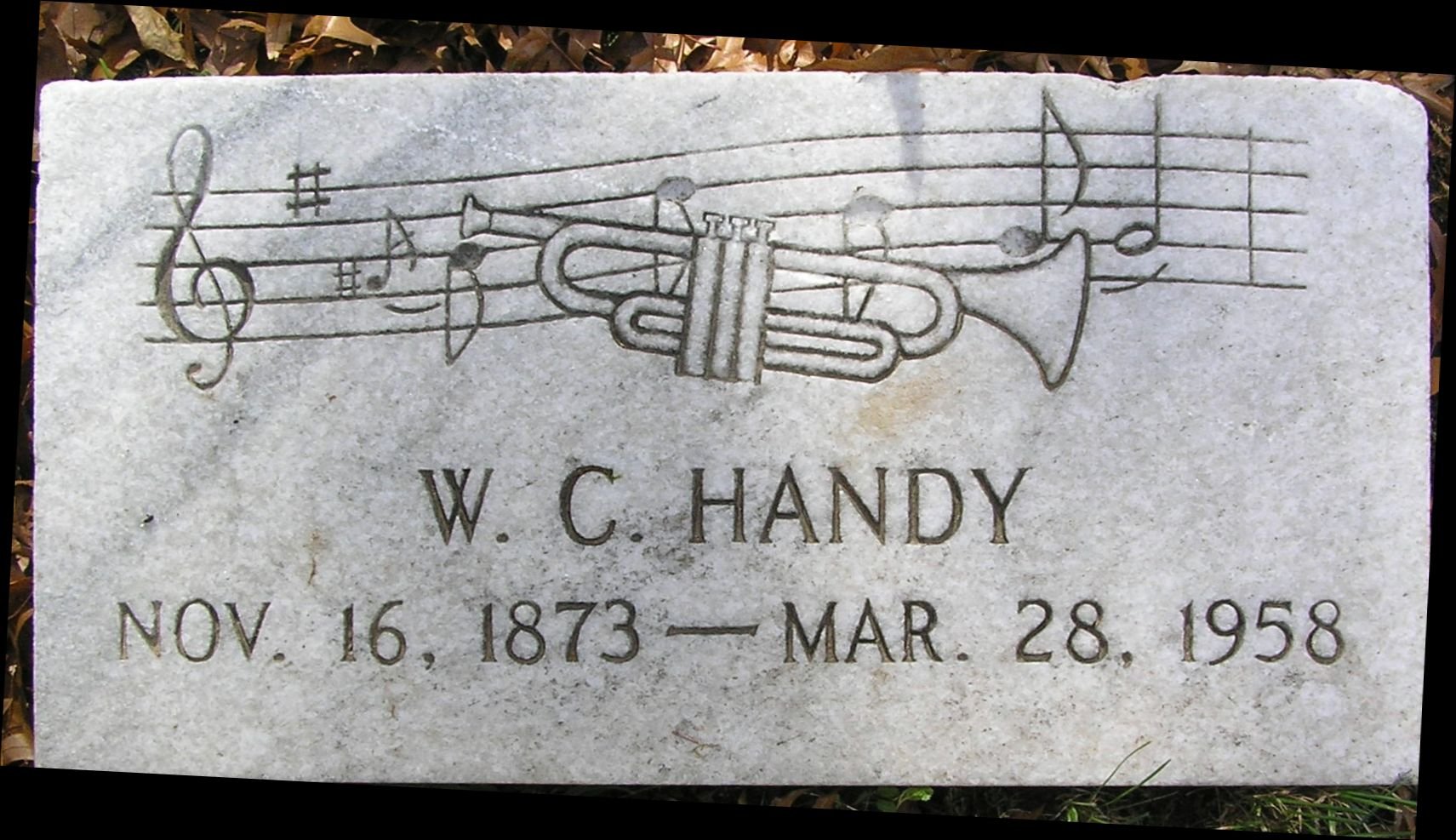
Handys Grabstein

1943 erblindete er durch einen Unfall. Nach dem Tod seiner ersten Frau heiratete er 1954 im Alter von 80 Jahren seine Sekretärin Irma Louise Logan, die, wie er oft betonte, zu seinen Augen geworden war. 1955 erlitt Handy einen Schlaganfall und musste von da an einen Rollstuhl benutzen. Zu seinem 84. Geburtstag kamen über 800 Gäste in das Hotel Waldorf Astoria. W.C. Handy starb am 28. März 1958 im Sydenham Hospital in Harlem an den Folgen einer Lungenentzündung. Mehr als 25.000 Menschen nahmen an seiner Bestattungsfeier in Harlem teil; über 150.000 Menschen versammelten sich in den umliegenden Straßen. Handy wurde auf dem Woodlawn-Friedhof im New Yorker Stadtbezirk The Bronx beigesetzt.

## Kompositionen von W. C. Handy (Auswahl)
- The Memphis Blues (geschrieben 1909, veröffentlicht 1912)
- St. Louis Blues (1912)
- Yellow Dog Blues (1912)
- Loveless Love
- Aunt Hagar’s Blues
- Beale Street Blues (1916)
- Long Gone John (From Bowling Green)
- Chantez-Les-Bas (Sing ’Em Low)
- Atlanta Blues

## Bücher von W. C. Handy
- Blues: An Anthology: Complete Words and Music of 53 Great Songs (1926)
- Book of Negro Spirituals
- Father of the Blues: An Autobiography, New York, Macmillan 1941, Collier 1970
- Unsung Americans Sung (1944)
- Negro Authors and Composers of the United States

## Rezeption
- The Spike Jones Show zeigte im Vorspann einen humoristischen Überblick der Musikgeschichte über die Stationen Steinzeit, Mozart, W. C. Handy (als Erfinder des Jazz), Benny Goodman und schließlich Spike Jones, der zurück in die Steinzeit führt
- 1958 erschien ein Film über das Leben von W. C. Handy, St. Louis Blues.
- Der Geburtstag von W. C. Handy, der 16. November, wird jedes Jahr im W. C. Handy Museum in Florence, Alabama, mit Musik, Kuchen und freiem Eintritt gefeiert.
- W. C. Handy wurde 1983 in die Nashville Songwriters Hall of Fame aufgenommen.
- Jährlich gibt es das W. C. Handy Music Festival in Florence, Alabama.
- Der Handy Award ist eine der angesehensten Auszeichnungen für Blues-Musiker.
- Das Jahr 2003 wurde vom US-Senat zum Year of the Blues ausgerufen, in Erinnerung an den ersten Blues, der von W. C. Handy 100 Jahre zuvor geschrieben worden war.
- 1993 wurde W. C. Handy in die Alabama Music Hall of Fame aufgenommen.
- Am 17. Mai 1969 gab der United States Postal Service eine Gedenkmarke zu Ehren von W. C. Handy heraus.
- An der Beale Street in Memphis wurde der W. C. Handy Park eingerichtet, in dem sich eine lebensgroße Bronzestatue von Handy befindet.
- In Marc Cohns Titel Walking in Memphis (1991) finden W. C. Handy und die Beale Street im Rahmen des geschilderten Stadtrundgangs musikalische Erwähnung.